# Bahnhof Spiez
Der Bahnhof Spiez ist der Bahnhof der BLS AG der Stadt Spiez in der Schweiz. Er ist heute Kreuzungsbahnhof.
Er wurde im Jahr 1893 mit dem Bau der Bahnstrecke Scherzligen (Thun)- Därligen von der Thunerseebahn eröffnet. Die Strecke nach Erlenbach im Simmental wurde 1897 von der Spiez-Erlenbach-Bahn in Betrieb genommen. Die Strecke nach Frutigen folgte 1901 durch die Spiez-Frutigen-Bahn. Die Lötschberg-Bergstrecke machte 1914 Spiez endgültig zu einem wichtigen Umsteigebahnhof.
Zwischen 1905 und 1960 gab es die Spiezer Verbindungsbahn, welche in Form einer meterspurigen Tramlinie den Bahnhof mit dem Hafen verband.
Das Bahnhofgebäude von 1915 ist im Bauinventar als «schützenswert» verzeichnet (2015).

## Lage
Der Bahnhof befindet sich im Zentrum von Spiez in Sichtweite des Thunersees.
| \| \| \| Thun nach Bern \| \| \| \| Wimmis nach Zweisimmen/Gstaad/Montreux \| \| \| \| Spiez \| \| \| \| Interlaken West nach Meiringen/Luzern, Lauterbrunnen/Grindelwald \| \| \| \| Mülenen Niesenbahn \| \| \| \| Frutigen Lötschberg-Basistunnel, Lötschberg-Bergstrecke \| |  |                                                                  |                                                                  |
| Bahnhof |  | Thun nach Bern                                                   | Thun nach Bern                                                   |
| Bahnhof quer |  | Wimmis nach Zweisimmen/Gstaad/Montreux                           | Wimmis nach Zweisimmen/Gstaad/Montreux                           |
| Bahnhof |  | Spiez                                                            | Spiez                                                            |
| Bahnhof quer |  | Interlaken West nach Meiringen/Luzern, Lauterbrunnen/Grindelwald | Interlaken West nach Meiringen/Luzern, Lauterbrunnen/Grindelwald |
| Haltepunkt / Haltestelle |  | Mülenen Niesenbahn                                               | Mülenen Niesenbahn                                               |
| Bahnhof |  | Frutigen Lötschberg-Basistunnel, Lötschberg-Bergstrecke          | Frutigen Lötschberg-Basistunnel, Lötschberg-Bergstrecke          |

## Geschichte

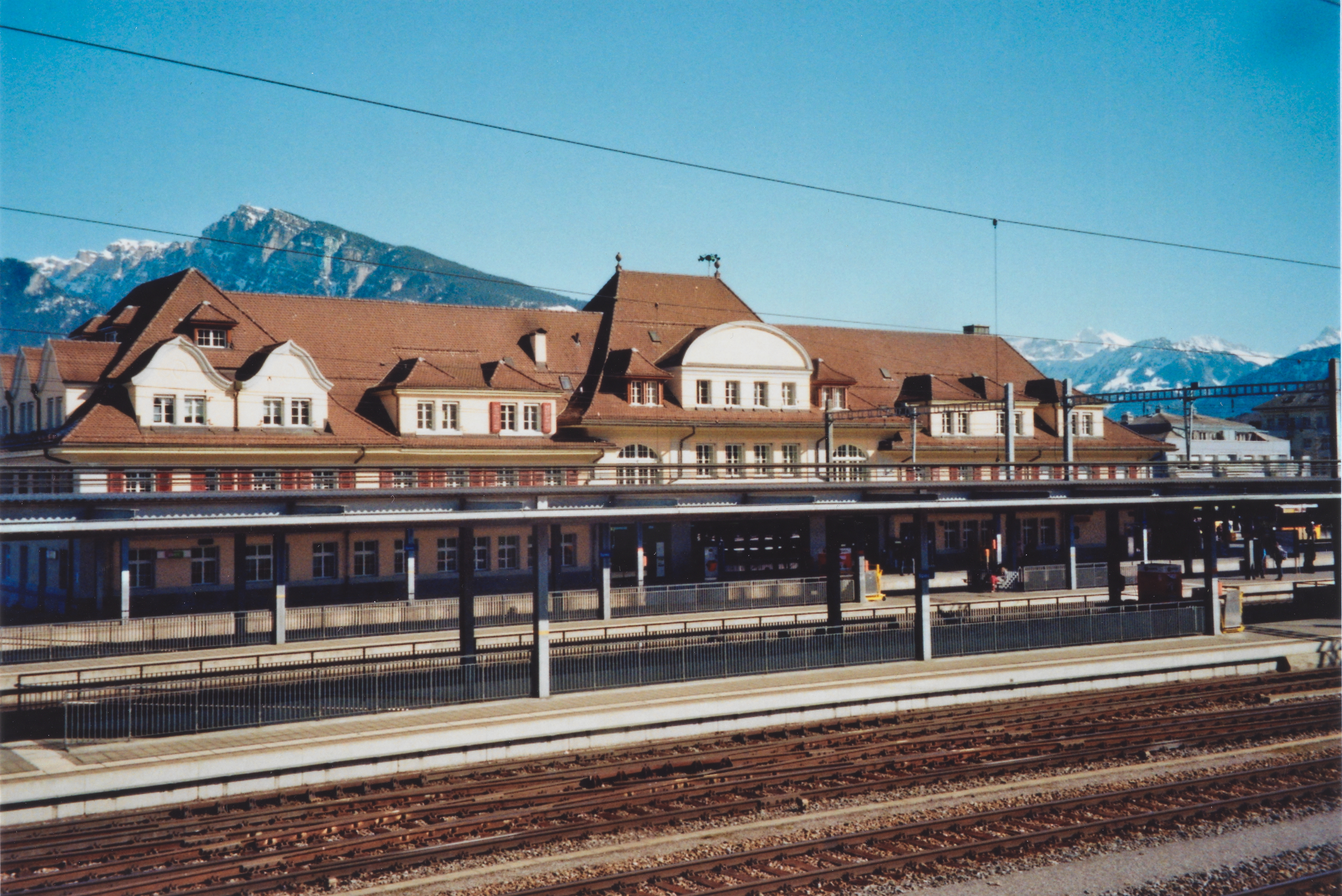
Bahnhofgebäude mit Zwischenperrons (2012)

Die Geschichte beginnt mit dem Bau der Bahnstrecke von Scherzligen nach Därligen durch die Thunerseebahn. In Scherzligen befand sich damals der Endbahnhof der Bahnstrecke Bern–Thun, welche durch die Schweizerische Centralbahn betrieben wurde. In Därligen schuf man einen Anschluss an die Bödelibahn. Die Bahnstrecke Scherzligen-Därligen wurde am 1. Juni 1893 eröffnet. Auf dieses Datum wurde auch der Bahnhof Spiez in Betrieb genommen.
Mit dem Bau der Bahnstrecke nach Erlenbach wurde der Bahnhof zu einem Umsteigebahnhof, zwar zweigte die Strecke ursprünglich in Spiezmoos von der Strecke Richtung Thun ab. Diese Strecke wurde erst per 10. November 1915 offiziell in den Bahnhof eingeführt. Die Züge der Simmentalbahn fuhren aber schon damals bis in den Bahnhof Spiez. Diese Strecke nach Erlenbach wurde von der Erlenbach-Zweisimmen-Bahn nach Zweisimmen verlängert, die Eröffnung war am 31. Oktober 1902.
Als letzte Normalspur Strecke wurde die Bahnstrecke Spiez-Frutigen am 1. 25. Juli 1901 eröffnet.
Alle normalspurigen Bahngesellschaften hatten von Anfang an einen Betriebsvertrag mit der Thunerseebahn. Welche den Fahrbetrieb durchführte.
Der Bahnhof wurde im Hinblick auf die Eröffnung der Lötschberg-Bergstrecke massiv ausgebaut und erweitert. Für den elektrischen Versuchsbetrieb auf der Spiez-Frutigen-Bahn wurde neues Depot- und Werkstattgebäude erstellt, damit man die elektrischen Fahrzeuge nicht nach Bönigen schleppen musste, wo sich die Werkstätte der Thunerseebahn befand.
Der umgebaute Bahnhof erhielt als erster Bahnhof der Schweiz eine Stellwerkanlage in Form eines elektrischen Schalterwerks, dass 1915 in Betrieb genommen wurde. Das Schalterwerk war eines der Bauart Siemens 1912 mit mechanischen Verschlüssen. Die pneumatschen Antreiben und elektrische Steuerung der Weichen und Signale war von der Bauart Bruchsal. Der Druckluftantrieb kam in der Schweiz nur hier in Spiez zur Anwendung.
Im Jahr 1959 wurde die Stellwerkanlage durch eine der Bauart Domino 55 ersetzt.
Seit 2007, mit Eröffnung des Lötschberg-Basistunnels, besteht eine stark verbesserte und schnellere Anbindung an die südliche Schweiz und Norditalien. Seit 2012 verkehrt der TGV-Lyria von Paris bis nach Interlaken, was Spiez zum TGV-Halt aufwertete. Ausserdem verkehrt auch der ICE viermal täglich von Interlaken über Spiez nach Deutschland.

## Gebäude

Luftbild von Walter Mittelholzer (1919)

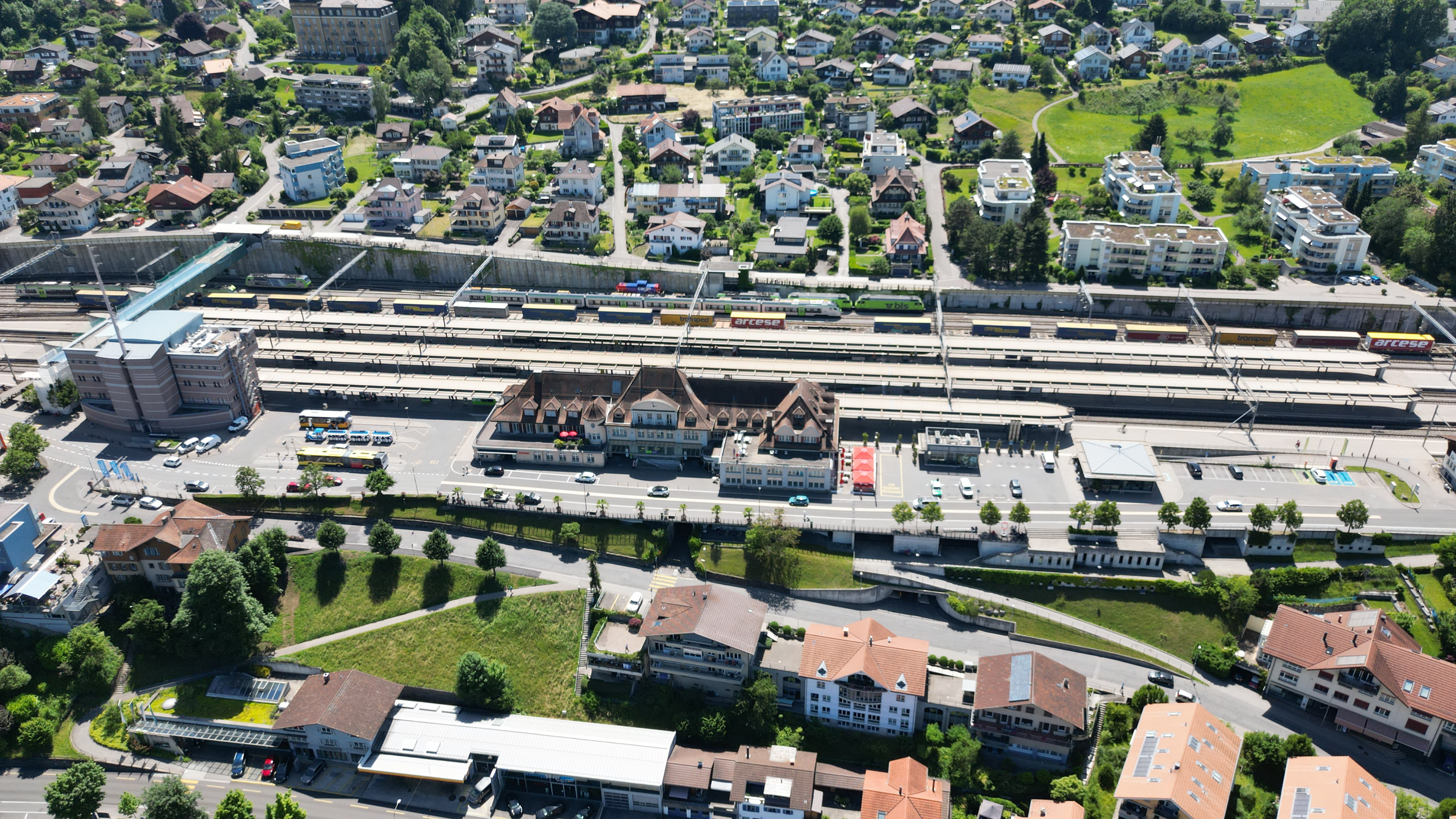
Luftbild (2022)

Das erste Bahnhofgebäude das 1893 erbaut wurde, war eines in Chalet-Stil. Es befand sich südlich des heutigen Bahnhofsgebäudes, an der Stelle wo 1960 das BLS Dienstgebäude errichtet wurde.
Im Jahr 1915 wurde das heute noch bestehende Bahnhofgebäude erbaut.

## Fernverkehrsverbindungen
- 6 Basel SBB – Bern – Brig ( oder ) ( oder FZ) BZ FS RZ
- 8 Brig – Bern – Zürich HB – Romanshorn   BZ FS RZ
- 61 Basel SBB – Bern – Interlaken Ost ( oder ) ( oder FZ) BZ FS RZ
- 81 Interlaken Ost – Bern – Zürich HB – Romanshorn   BZ FS RZ
- Basel SBB – Bern – Brig – Milano Centrale   TT
- Frankfurt – Basel SBB – (→ Bellinzona / ← Brig) – Milano Centrale   TT
- Interlaken Ost/Zürich HB – Basel SBB – Frankfurt am Main – Köln – Hamburg-Altona
- (Interlaken Ost –) Basel SBB – Braunschweig – Berlin

## Regionalverkehr
- Montreux – Zweisimmen – Interlaken Ost    (Golden-Pass-Express)
- 1 Bern – Spiez – Brig (– Domodossola) (Alle 2 Stunden nach Domodossola)
- 8 Spiez – Zweisimmen
- 9 Spiez – Interlaken Ost
- 11 Zweisimmen – Boltigen – Erlenbach i.S. – Wimmis – Spiez
- 12 Spiez – Reichenbach i.K. – Frutigen (Montag – Sonntag nur Morgens und Abends)